# フウセンツメクサ
フウセンツメクサ（学名：Trifolium tomentosum）はシャジクソウ属の多年草。

## 分布
ヨーロッパから西アジアにかけてと北アフリカを原産地とする。北アメリカやオーストラリアに帰化している。
日本では香川県坂出市で1988年に初めて野生化が確認されている。

## 特徴
草丈は8-20cmほどで、葉は3小葉で細かな鋸歯がある。春から夏にかけて淡紅色の蝶形花をつける。花後は、花が表面に線毛を有した袋状となり、さらに熟すと淡褐色となる。

## 花言葉
フウセンツメクサの花言葉には次のようなものがある。
- 隠された能力
- 楽しい生活
- 逆境と繁栄
- 隠された能力
- いっぱいの夢